# えべっさん (プロレスラー)
えべっさんは、七福神の一柱「えびす」をモチーフにした日本の覆面レスラー。誕生日と出身地は1976年1月10日（今宮戎神社の「十日戎」の中日）生まれで今宮戎神社境内出身を名乗っている。

## 初代
- 1999年7月24日、大阪プロレスで初代えべっさんがデビュー。入場時のお賽銭パフォーマンスやリング上ではプロレスの醍醐味を笑いに変えたパフォーマンスやレフェリーへの暴言行動など繰り広げ人気を博す。これは初代が築き上げた前例のないスタイルである。
- 2005年4月24日、大阪プロレスを退団。
- 3代目えべっさんが大阪プロレスを退団したことにより、2014年4月29日から大阪プロレス限定で、えべっさんとして試合を行っている。

## 2代目
- 2005年4月29日、大阪プロレスで2代目えべっさんがデビュー。初代と違い無口でマイクパフォーマンスを行なう事はないが、お賽銭パフォーマンスは健在。
- 2007年3月24日、四十肩により、賽銭箱が持てないことから大阪プロレスを退団することを発表。
- 4月、大阪プロレスを退団。

## 3代目
- 2007年3月24日、2代目えべっさんが大阪プロレスを退団することを発表したことにより、新たに3代目えべっさんを募集してディンゴが合格したがオーストラリアへ帰国することを理由に辞退して、すぐさまアイスペンギンとタコヤキーダーが立候補して両者の間で候補決定戦が行われてアイスペンギンが勝利。
- 4月22日、大阪プロレスで2代目えべっさんとの試合に勝利してアイスペンギンの3代目就任が正式に決まった。
- 4月28日、大阪プロレスで3代目えべっさんが再デビュー。
- 2014年4月20日、大阪プロレスを退団。
- 2022年、大阪プロレス再旗揚げに伴い復活

## 入場曲
- えべっさんのテーマ